# Шера
Шера — деревня в Сокольском районе Вологодской области на реке Сухона в районе впадения в неё Большого Пучкаса. В деревне находится шлюз «Знаменитый», регулирующий сток воды из Кубенского озера.
Входит в состав Боровецкого сельского поселения, с точки зрения административно-территориального деления — в Боровецкий сельсовет.
Расстояние по автодороге до районного центра Сокола — 20 км, до центра муниципального образования Обросова — 9 км.
По переписи 2002 года, население — 71 человек (32 мужчины, 39 женщин). Преобладающая национальность — русские (96 %).